# 한돌 (바둑)
한돌(HANDOL)은 NHN이 개발한 인공지능 바둑 소프트웨어이다. 

## 역사
한게임 바둑을 서비스 중인 NHN(대표 정우진)의 기술연구센터(센터장 박근한) 산하 게임 AI팀이 2017년 초부터 개발을 시작했다.
한돌 1.010개월만에 개발했다. 2017년 12월 출시. 인간의 기보를 기반으로 했다.
한돌 2.0인간 기보 없이 자가 대국으로 기력을 향상시켰다. 1.0과 비교해 90% 이상의 승률을 기록했다.
한돌 3.0자가 대국 속도를 보다 빠르게 했다. 2.0과 비교해 90% 이상의 승률을 기록했다.
2019년 12월, 2016년 알파고와 다섯번 싸웠던 이세돌 9단이 한돌 3.0과 세판의 바둑을 두었다.
한돌 역시 알파고처럼 딥러닝과 몬테카를로 트리 탐색(MCTS, Monte Carlo Tree Search)를 기반으로 한다. 한돌 3.0은 알파고에는 없는 앙상블 학습법을 추가했다.
한돌 3.0은 2019년 8월 20일부터 25일까지 중국 산둥성에서 열린 '2019 중신증권배 세계 AI 바둑대회'에 참여해 강력한 우승 후보로 꼽히던 중국의 줴이, 골락시에 이어 3위를 달성했다. 줴이(Fine Art)는 텐센트가 개발했다.

## 기력
한돌 3.0의 기력은 엘로 레이팅 4,500점 이상이다. 엘로 레이팅은 체스, 바둑 등의 전세계 실력을 수치로 나타낸다. "엘로 레이팅 4,500점"이라고도 쓰지만, 영어로는 그냥 "4,500 엘로"라고 쓴다. 신진서, 박정환, 커제 등 인간 프로 9단은 대략 엘로 레이팅 3,600점이다.
NHN은 한돌 3.0의 기력이 엘로 레이팅 5,185점 알파고 제로는 넘지만 알파제로에는 지는 정도로 추정한다.
2019년 현재 세계 1위인 한국 신진서 9단이 3696 엘로, 인간 9단 평균은 3500 엘로 정도이다.
- 알파제로, 2018년 12월 알파고 제로에 60:40으로 승리
- 알파고 제로, 엘로 레이팅 5,185점, 2017년 10월 알파고 리에 100:0으로 승리, 알파고 마스터에 89:11로 승리
- 알파고 마스터, 엘로 레이팅 4,858점, 2017년 커제 9단에 3:0으로 승리
- 한돌 3.0, 엘로 레이팅 4,500점
- 알파고 리, 엘로 레이팅 3,739점, 2016년 이세돌 9단에 4:1로 승리
- 인간 프로 9단, 엘로 레이팅  3,600점
- 알파고 판, 엘로 레이팅 3,144점, 2015년 유럽 바둑 챔피언인 프랑스 판 후이 2단에 5:0으로 승리

## 한돌 대 이세돌
2019년 12월, 이세돌 9단이 프로생활 25년만에 은퇴를 하면서 한돌과 3번의 대국을 가졌다. 1국과 3국은 이세돌 9단이 먼저 2점을 두는 접바둑이었고, 2국은 호선이었는데, 1국에서 이세돌 9단이 불계승, 2국과 3국은 한돌이 불계승을 했다. 이세돌 9단은 25년 동안 100억원을 번 것으로 보도되었다. 2016년 이세돌 9단은 알파고와 싸워 1승을 거두었는데, AI와 싸워서 이긴 유일한 인간으로 기록되어 있다. 이번에도 2점 접바둑이었지만 1승을 했다.

## 같이 보기
- 알파고 - 구글이 개발, 미국 대표
- 딥젠고 - 일본기원이 개발, 일본 대표
- 줴이 - 텐센트가 개발, 중국 대표